# Sillamäe
Sillamäe (deutsch Sillamäggi) ist eine Stadt im Nordosten der Republik Estland.

## Lage

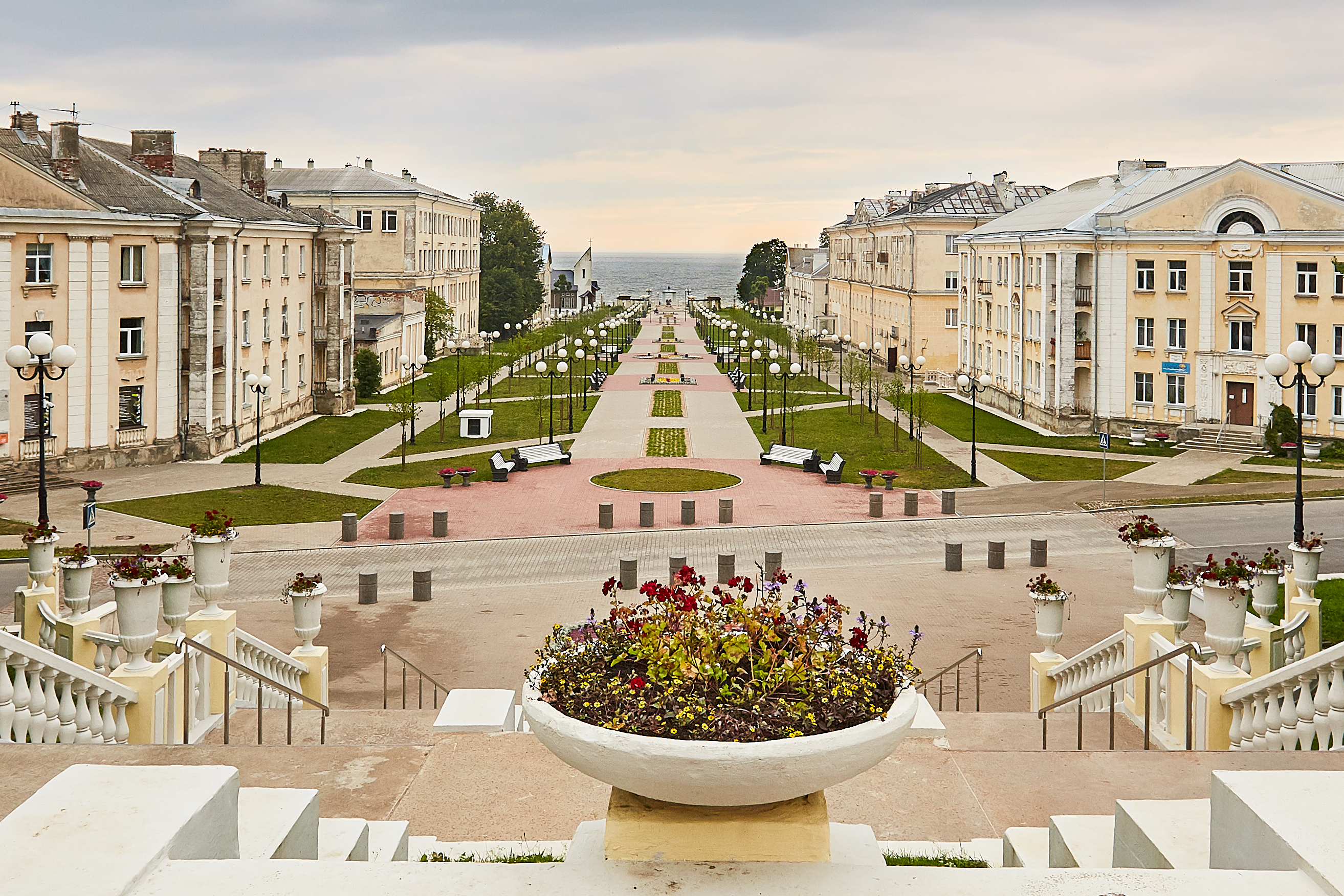
Stadtzentrum mit Blick auf das Meer

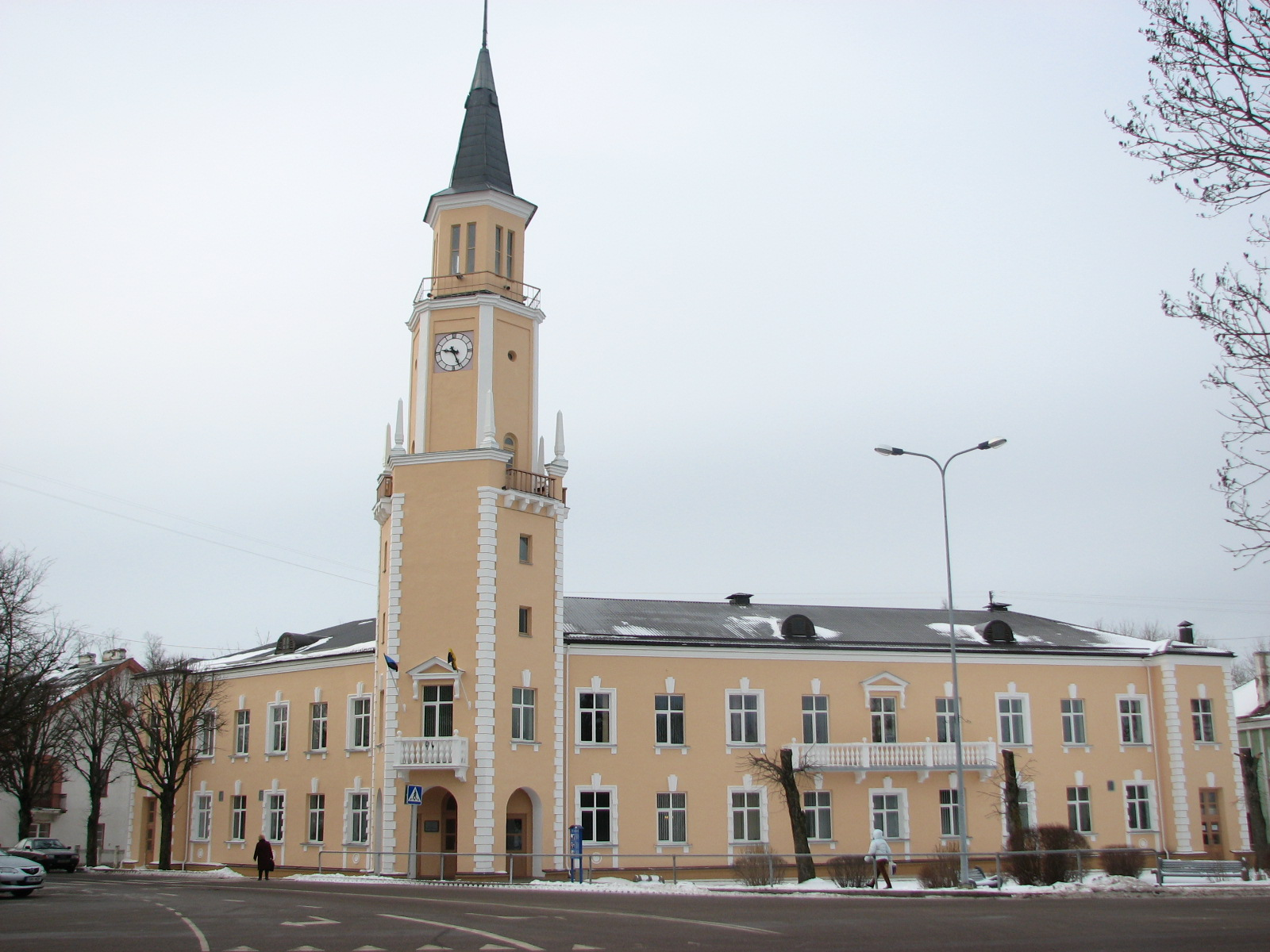
Rathaus

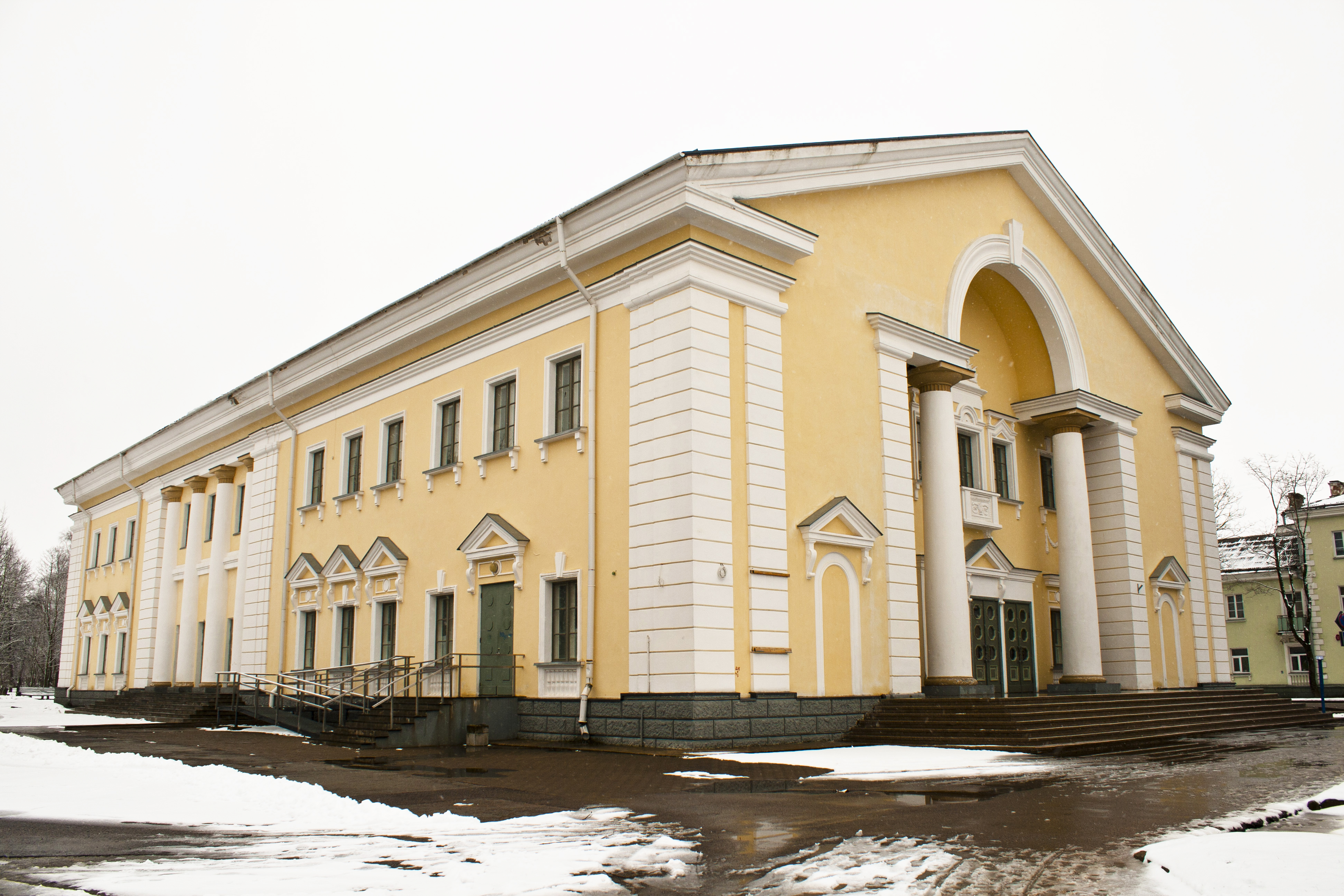
Kulturhaus

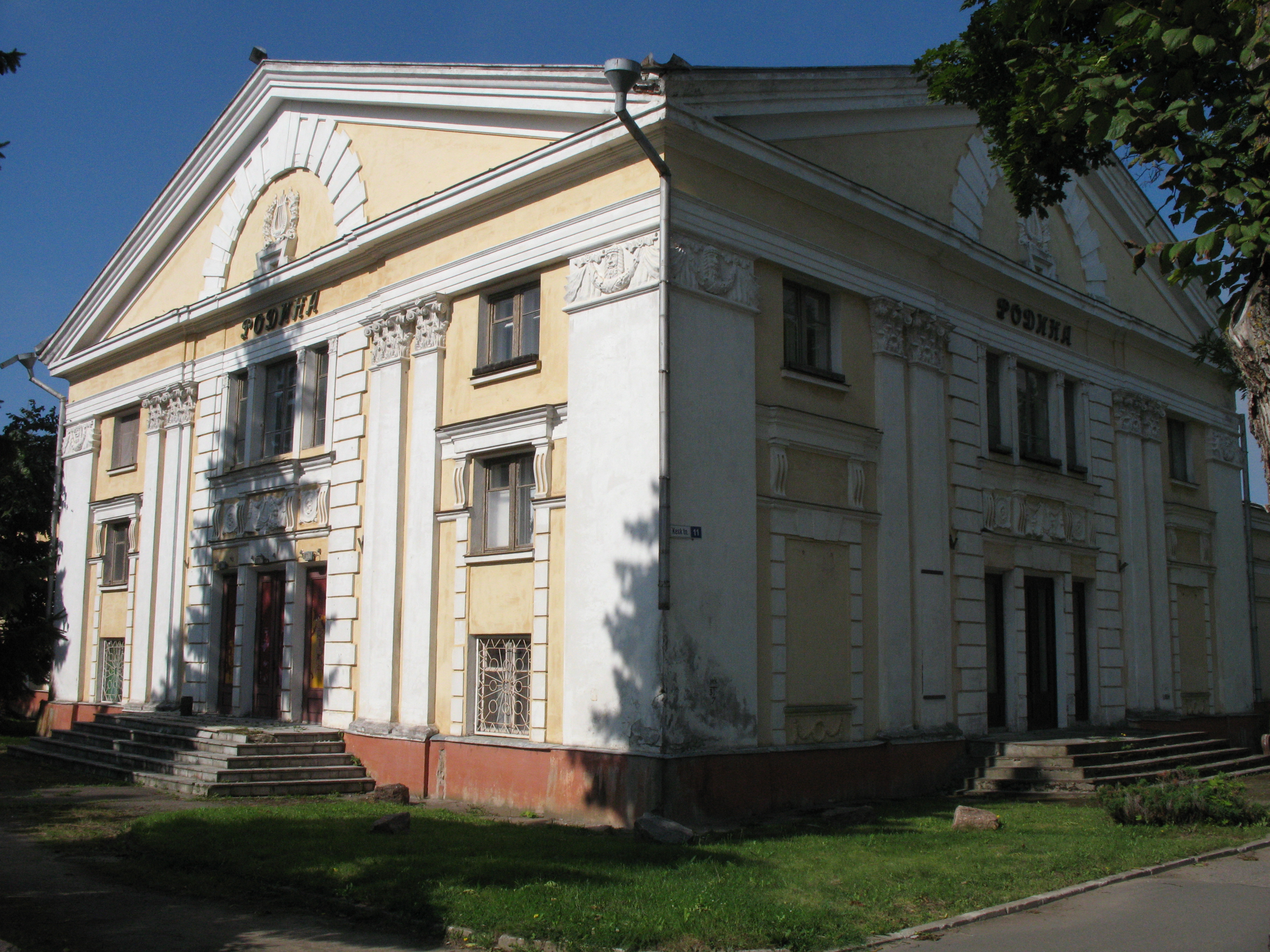
Kino Rodina

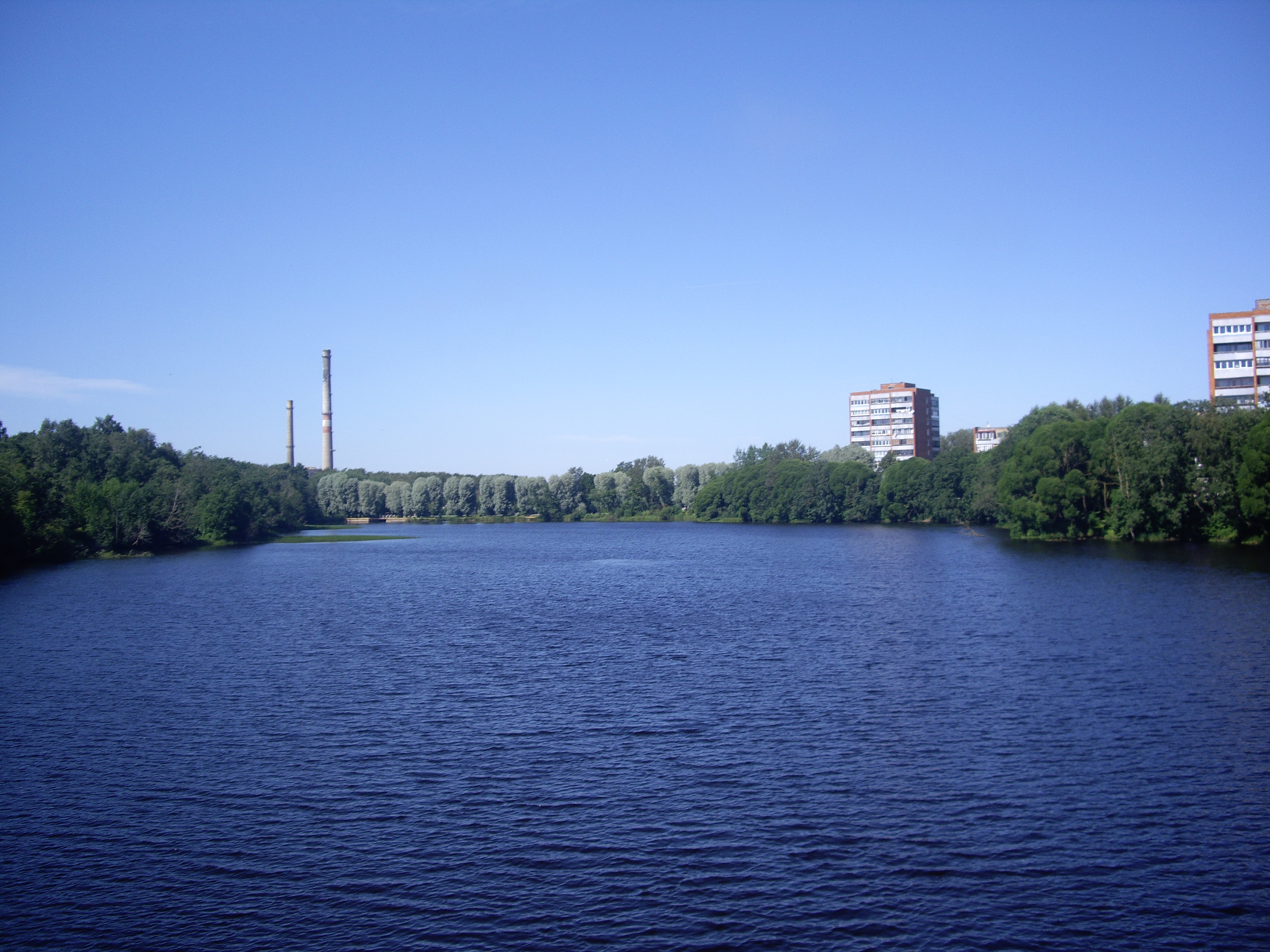
Am Fluss Sõtke

Sillamäe gehört zum Kreis Ida-Viru. Die Stadt umfasst eine Fläche von 10,54 km².
Die Entfernung zur drittgrößten estnischen Stadt Narva beträgt 25 Kilometer. In die estnische Hauptstadt Tallinn sind es ebenso 180 Kilometer wie in die russische Metropole Sankt Petersburg. Der nächste Passagierbahnhof liegt im drei Kilometer entfernten Vaivara.
Das stark industriell geprägte Sillamäe liegt direkt am Finnischen Meerbusen, unweit der Grenze zwischen Estland und Russland. Bei Sillamäe mündet der Fluss Sõtke (Sõtke jõgi) in die Ostsee.

## Geschichte
Sillamäe (estnisch sinngemäß „Berg bei der Brücke“) wurde erstmals 1502 als tor Bruggen urkundlich erwähnt. Der Ort besaß das Krugrecht. Um 1700 standen dort eine Brücke über den Fluss Sõtke sowie eine Mühle.
In der Nähe des Fischerdorfs an der Ostsee entwickelte sich ab dem 16. Jahrhundert das Rittergut von Türsamäe (deutsch Türsel). Das historische Herrenhaus wurde in den 1950er Jahren abgerissen.

### Badeort
Im 19. Jahrhundert entwickelte sich das betuliche Sillamäe – wie das nahegelegene Narva-Jõesuu (deutsch Hungerburg) – zu einem mondänen Bade- und Villenort für die Oberschicht der russischen Hauptstadt Sankt Petersburg. Zur Erholung und zum Strandvergnügen weilten regelmäßig auch Intellektuelle wie der Komponist Pjotr Tschaikowski, der Physiker Paul Ehrenfest und der Erfinder Boris Rosing in der Stadt. Der Nobelpreisträger und Physiologe Iwan Pawlow verbrachte hier ab 1891 die Sommer in seiner Datsche. Auf die weniger als 700 Einwohner kamen Anfang des 20. Jahrhunderts jährlich etwa 1.500 Feriengäste. 80 % der Gebäude waren Sommerhäuser.

### Industrialisierung
Zu Beginn des 20. Jahrhunderts setzte neben dem Tourismus die Industrialisierung in Sillamäe ein. Nahe dem Ort wurde die estnische Ölschiefer-Industrie angesiedelt.
Die industrielle Entwicklung beschleunigte sich in der Zwischenkriegszeit. Zwischen 1927 und 1929 erbaute das schwedische Estländska Oljeskifferkonsortiet eine Ölschieferanlage und ein Kraftwerk. 1938 wurde eine zweite Anlage in Betrieb genommen. 1939 beschäftigte das Unternehmen vor Ort 870 Mitarbeiter.
1936 wurde der Export-Hafen von Sillamäe eingeweiht. Er wurde während des Zweiten Weltkriegs zerstört.

### Zweiter Weltkrieg
Während der deutschen Besetzung Estlands (1941–1944) errichteten die Nationalsozialisten in der Umgebung von Sillamäe Konzentrations- und Arbeitslager. Die Zwangsarbeiter wurden zur Tätigkeit in den Bergwerken herangezogen.
1944 entstanden bei Sillamäe im Zuge der Schlacht um den Brückenkopf von Narva die sogenannten Tannenbergstellungen als Abwehrlinie gegen die vorrückenden sowjetischen Streitkräfte. Auf den Bergen östlich von Sillamäe (Sinimäed) errichteten die Deutschen ihre Verteidigungsstellungen. Im Sommer 1944 fanden bei Sillamäe wochenlange schwere Gefechte zwischen der deutschen Wehrmacht und der Roten Armee statt. Ein Großteil der Gebäude wurde dabei zerstört.

### Sowjetische Besetzung
Mit der sowjetischen Besetzung Estlands wurde die Industrialisierung forciert. Dabei kamen auch Kriegsgefangene und Sträflinge aus dem 1947 errichteten Gulag Türsamäe zum Einsatz. 1946 entstanden die Pläne für den Bau eines Hüttenwerks für die Verarbeitung von Ölschiefererzen.
Am Ort entstanden während des Bestehens der Estnischen SSR unter großer Geheimhaltung wichtige Betriebe der sowjetischen Rüstungsindustrie. Uranoxid wurde bis 1952 aus örtlichen Abbauprodukten auf einem fünf Hektar großen Küstengelände gewonnen, dann bis 1977 aus Zentralasien und anderen Ostblockstaaten nach Sillamäe eingeführt. 1969 wurde der lokale Abbau endgültig eingestellt. Bereits 1948 wurde eine Urananreicherungsanlage für sowjetische Atomkraftwerke und Nuklearwaffen errichtet. Sie wurde 1989 geschlossen. 1970 nahm eine Fabrik zur Verarbeitung seltener Metalle und Erden ihre Arbeit auf.
1968 wurde Sillamäe um große Arbeiterquartiere erweitert. Die Bevölkerung Sillamäes stieg in den folgenden Jahren durch den Zuzug von slawischsprachigen Arbeitskräften aus anderen Teilen der Sowjetunion stark an. Bis zum Zusammenbruch der Sowjetunion war Sillamäe eine geschlossene Stadt. Ausländern war der Zutritt nur unter strengsten Auflagen gestattet. Sillamäe existierte auf den sowjetischen Landkarten nicht, es gab keine Postadressen. Briefe wurden nur über Codeanschriften zugestellt.
1949 wurde der Ort zum Großdorf (alevik), 1957 erhielt Sillamäe Stadtrechte. Dabei wurden benachbarte Siedlungen wie Kannuka und Türsamäe eingemeindet.

### Umweltzerstörung

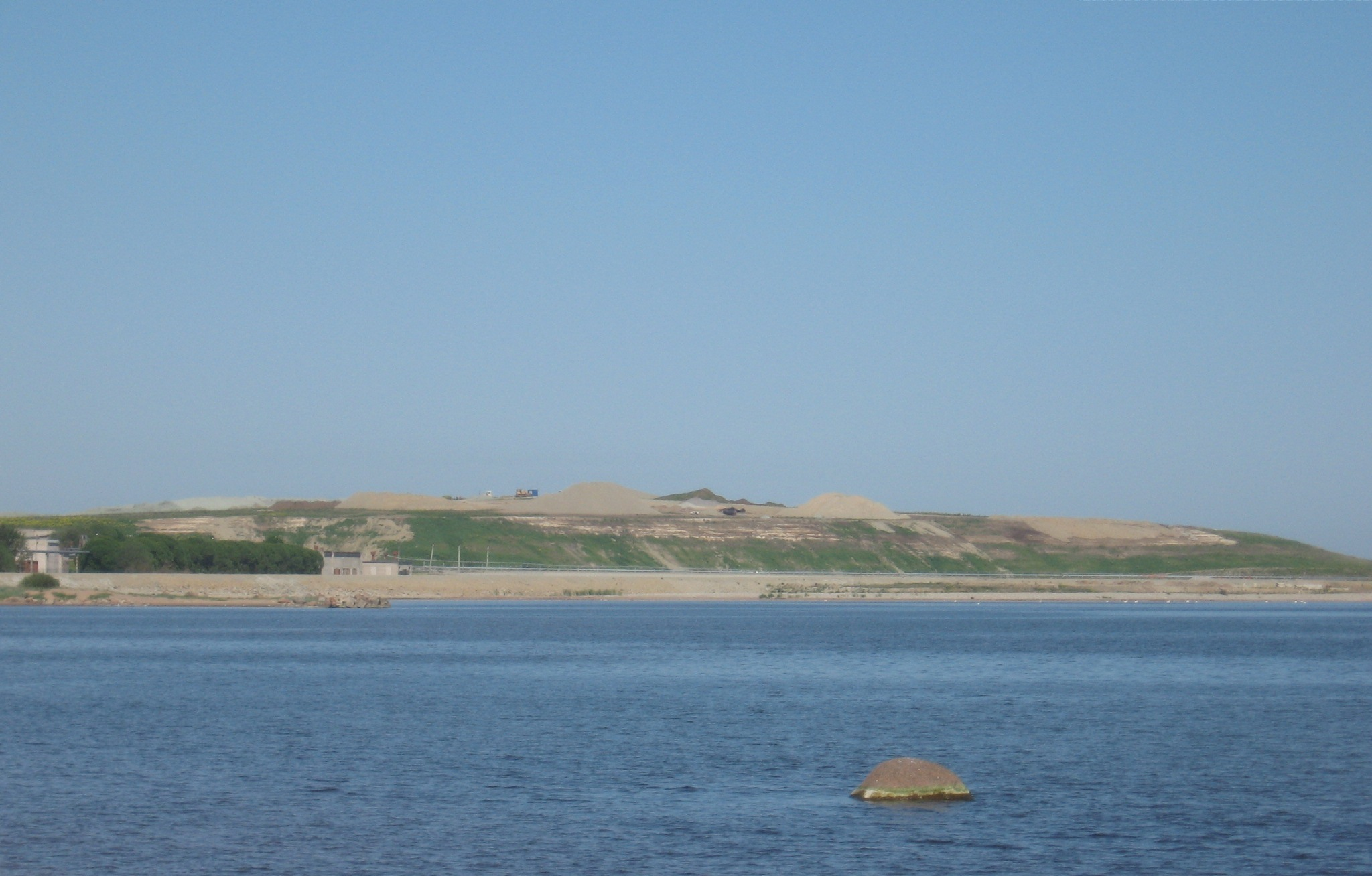
Der Deich des verseuchten Speicherteichs

Die Urananlagen verursachten langanhaltende Umweltschäden, die bis heute nicht komplett überwunden sind. Im nordwestlichen Teil der Stadt befand sich, unmittelbar an der Ostseeküste, lange Zeit ein nuklear und chemisch verseuchter Speicherteich. In dem 33 Hektar großen eingedeichten Gewässer lagen sechs Millionen Tonnen radioaktiver und giftiger Abfallprodukte. Erst im Jahr 2008 konnte die Deponie, mit Unterstützung der deutschen Wismut GmbH, saniert und versiegelt werden.

### Wirtschaft heute
Nach dem Ende der Urananreicherung 1989 und der Wiedererlangung der staatlichen Unabhängigkeit Estlands 1991 ging die Industrieproduktion in Sillamäe stark zurück. Die wirtschaftliche Krise hat zu einer Abwanderung aus der Stadt geführt. Die Arbeitslosigkeit ist nach wie vor hoch.
1997 wurde die ehemalige Urananreicherungsanlage privatisiert. Die Firma Silmet hat sich auf die Verarbeitung Seltener Erden und Metalle spezialisiert, insbesondere Niob, Tantal, Lanthan und Cer.
Ein wichtiger Arbeitgeber ist auch Eesti Energia Kaevandused AS, ein Tochterunternehmen von Eesti Põlevkivi, das bei Sillamäe weiterhin Ölschiefer abbaut.
1992 nahm die Bierfabrik von Sillamäe (Sillamäe Õlletehas) ihren Betrieb auf. Das Bier wird dort nach den Rezepten des deutschen Braumeisters Karl Heinz Radke hergestellt.
2005 wurde der Tiefseehafen von Sillamäe fertiggestellt. Nur kurze Zeit gab es eine Autofähre nach Kotka/Finnland; heute ist es ein reiner Frachthafen.

## Bevölkerung
Sillamäe hat 12.989 Einwohner (Stand 1. Januar 2018). Die Bevölkerungszahl ist wie überall im Nordosten Estlands weiter rückläufig. Die Einwohnerschaft Sillamäes ist zum allergrößten Teil russischsprachig.
Einwohnerentwicklung
| Jahr      | 1940  | 1965  | 1994   | 2004   | 2006   | 2010   | 2011   | 2017   | 2018   | 2024   | 2025   |
| --------- | ----- | ----- | ------ | ------ | ------ | ------ | ------ | ------ | ------ | ------ | ------ |
| Einwohner | 2.642 | 9.838 | 20.104 | 16.806 | 16.567 | 16.183 | 15.458 | 13.288 | 12.989 | 12.352 | 12.153 |

Ethnische Zusammensetzung (Volkszählung 2000):
- Russen: 85,8 %
- Esten: 4,2 %
- Ukrainer: 3,0 %
- Weißrussen: 2,8 %
- Finnen: 1,0 %
- Andere: 3,2 %

## Stadtteile
Sillamäe ist in vier Stadtteile untergliedert. Westlich des Flusses Sõtke liegt auf dem Gebiet des alten Guts von Türsamäe die Industriezone von AS Silmet. Die anderen drei Stadtteile befinden sich östlich des Flusses:
- das in den 1940er und 1950er Jahren entstandene Viertel mit Gebäuden im stalinistischen Stil, Alleen und der Strandpromenade mit ihren berühmten Treppen

- eine in den 1960er und 1970er Jahren gebaute Arbeitersiedlung mit fünfstöckigen Häusern

- ein Viertel aus den 1980er Jahren mit fünf- bis neungeschossigen Wohnhäusern aus rotem Ziegel. Die Gebäude sind Typenbauten, wie sie in der gesamten Sowjetunion errichtet wurden.

Daneben gibt es die 600 Hektar große Freizone und den Hafen.

## Sehenswürdigkeiten
Während der stalinistischen Epoche wurden im Stadtzentrum von Sillamäe Alleen angelegt, die teilweise direkt auf die Ostsee zuführen. Markante Gebäude sind das Rathaus mit seinem den lutherischen Kirchenbauten nachempfundenen hohen Uhrenturm, das neoklassizistische Kulturhaus, unter dem sich der Atomschutzbunker der Stadt befand, sowie das 1955 errichtete Kino Rodina.
Einen Überblick über die Geschichte des Ortes bietet das 1995 ins Leben gerufene Stadtmuseum. Im „Mineraliensaal“ findet sich eine Ausstellung von Gesteinen aus Estland und anderen Gegenden der ehemaligen Sowjetunion.
Ein beliebtes Naherholungsziel ist der Wasserfall Langevoja (Langevoja juga). Er liegt etwa einen Kilometer südwestlich der Stadt. Der Wasserfall ist zehn Meter breit. Das Wasser fließt über zwei Kaskaden von 1,5 m und 4 m.

## Städtepartnerschaften
Sillamäe unterhält partnerschaftliche Beziehungen zu
- Nokia
- Kotka
- Havre de Grace (Maryland)
- Bützow
- Browary
- Mszislau
- Stadtkreis Nekrassow, Oblast Jaroslawl
- Kingissepp
- Kärdla